# Barraeje
Barraeje (em armênio/arménio: Բառաէջ; romaniz.: Baṙaeǰ) ou Gaveche (Գաւեճ, Gaweč), talvez a Babaliso (em grego: Βαλαλείσων; romaniz.: Balaleísōn) citada em fontes gregas, foi uma antiga cidade (awan) localizada na província de Arzanena, no Reino da Armênia. De acordo com Nina Garsoïan, a forma Gaveche, citada em um dos manuscritos da obra de Fausto, o Bizantino, indica que Barraeje seja uma corrupção do nome Balalexe / Balexe, a atual Bitlisse. Barraeje foi mencionada no reinado de Tigranes VII (r. 339–350), quando o rei esteve ali aguardando a chegada do clérigo Daniel I que havia sido convocado.